# Forêt (Cézanne)
Pour les articles homonymes, voir Forêt (homonymie).
Forêt est une peinture à l'huile sur toile réalisée vers 1902-1904 par le peintre français Paul Cézanne. Elle représente le bord d'une route dans une région boisée près d'Aix-en-Provence. Elle est conservée dans la collection du Musée des beaux-arts du Canada depuis 1950.

## Description
Forêt est un paysage peint à l'huile sur toile, qui mesure 81,9 × 66 cm. Le lieu représenté dans le tableau pourrait être l'entrée du Château Noir du Tholonet, un domaine que Cézanne fréquentait pour peindre. La composition utilise des couleurs chaudes et terreuses pour représenter les roches rouges au centre du tableau. Vers les bords, Cézanne utilise des tons plus froids de gris et de bleu pour représenter le feuillage et le ciel. Il a également utilisé à dessein des coups de pinceau plus lâches et a créé des taches de couleur sur les bords, le long de la toile nue.